# Saint-Claude (Jura)
Saint-Claude je francouzská obec v departementu Jura v regionu Franche-Comté. V roce 2010 zde žilo 11 026 obyvatel. Je centrem arrondissementu Saint-Claude.

## Vývoj počtu obyvatel
Počet obyvatel